# Introzzo
Introzzo is een gemeente in de Italiaanse provincie Lecco (regio Lombardije) en telt 130 inwoners (31-12-2004). De oppervlakte bedraagt 3,8 km², de bevolkingsdichtheid is 46 inwoners per km².

## Demografie
Introzzo telt ongeveer 64 huishoudens. Het aantal inwoners daalde in de periode 1991-2001 met 7,4% volgens cijfers uit de tienjaarlijkse volkstellingen van ISTAT.
| Jaar | Inwoneraantal |
| ---- | ------------- |
| 1991 | 148           |
| 2001 | 137           |

## Geografie
De gemeente ligt op ongeveer 704 m boven zeeniveau.
Introzzo grenst aan de volgende gemeenten: Dervio, Dorio, Sueglio, Tremenico.